# Hans Berglund
Hans Berglund, född 24 februari 1918 i Stockholm, död 17 september 2006 i Stockholm, var en svensk kanotist. Han blev olympisk guldmedaljör i London 1948.
Berglund är Stor grabb nummer 18 på Svenska Kanotförbundets lista över mottagare för utmärkelsen Stor kanotist.